# Theodorus Schlichting
Johann Theodorus Schlichting (* um 1680; † kurz vor dem 26. April 1746 in Neumühle bei Fissau) war ein Bildhauer.

## Leben und Wirken

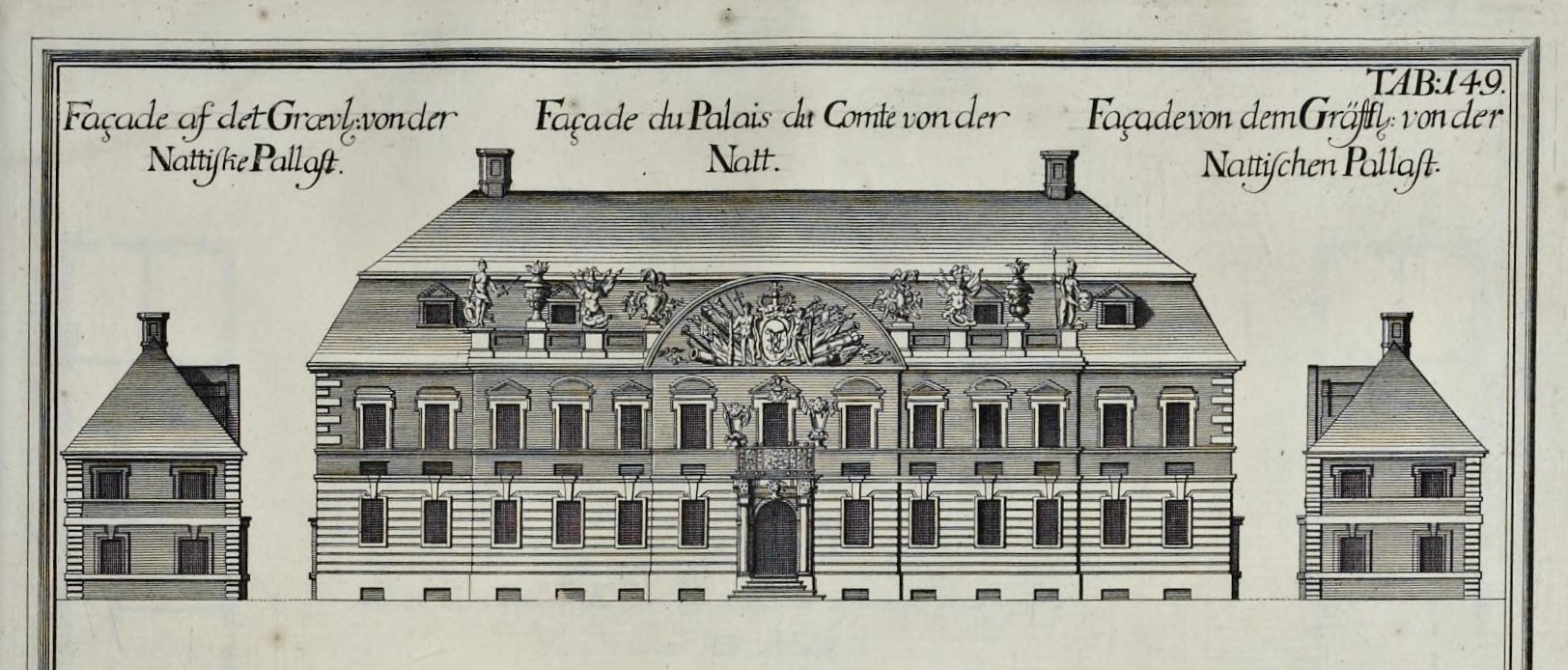
Palais Dernath mit den Skulpturen Schlichtings, Abbildung aus Den danske Vitruvius 1749

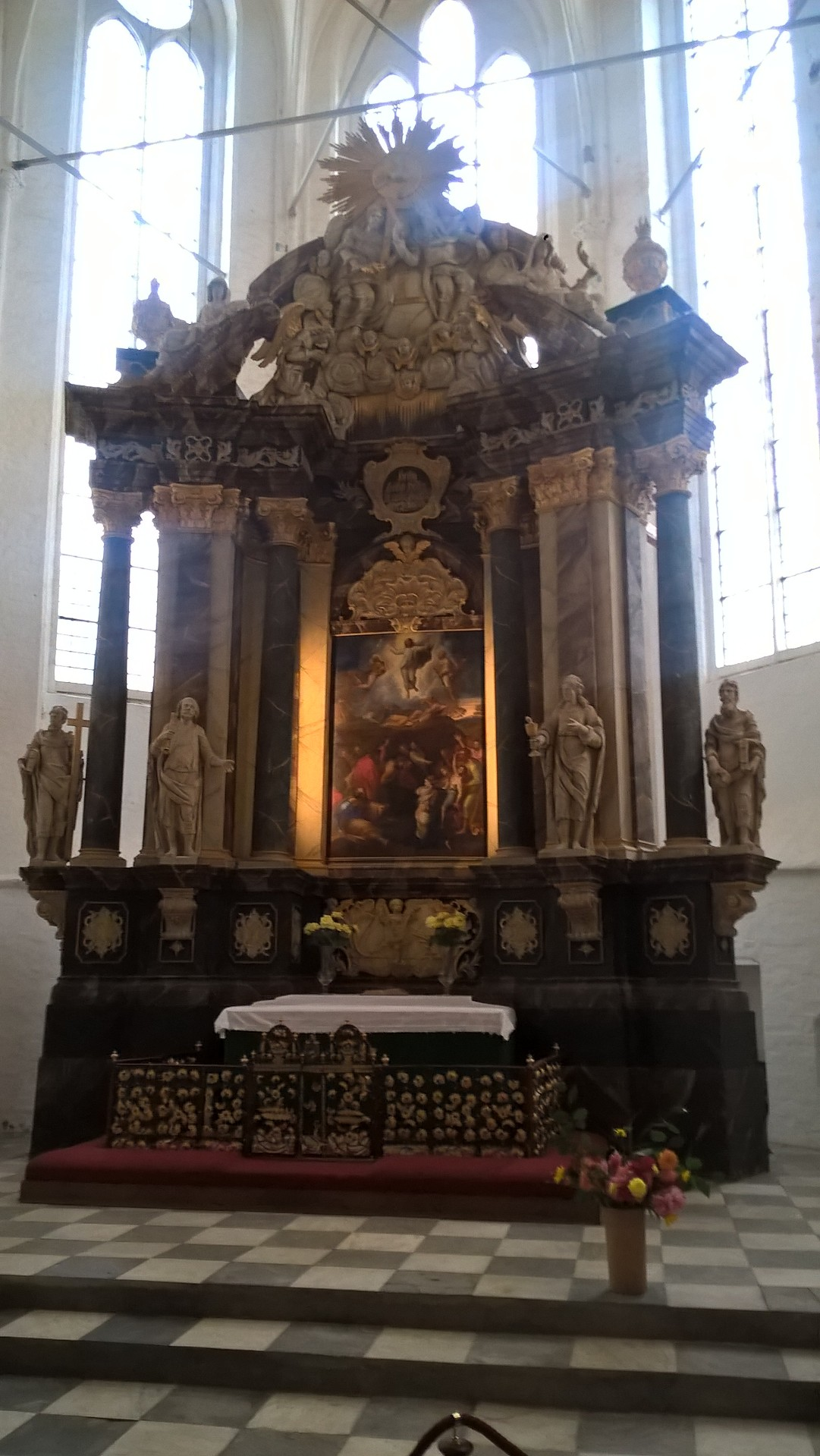
Hochaltar der Preetzer Klosterkirche

Schlichtings Abstammung und Jugend sind nicht ausreichend dokumentiert. Da während dieser Zeit mehrere Personen mit diesem Nachnamen in oder nahe bei Berlin lebte, könnte dort sein Geburtsort gelegen haben. Um 1708 lebte er in Berlin.
Er arbeitete, wahrscheinlich aufgrund einer Empfehlung, als Bildhauer und Steinmetz an dem im Bau befindlichen Palais des Feldmarschalls Gerhard von Dernath in Schleswig. Da von Dernath mit dem Militärwesen betraut war, schuf Schlichting entsprechende Skulpturen. Das Palais brannte 1868 aus. Die Bildhauereien existieren teilweise noch und werden im Städtischen Museum von Flensburg aufbewahrt.
Schlichting nutzte die Einnahmen, die er für die Arbeiten an Dernaths Palais erhalten hatte, für den Kauf eines Doppelgrundstücks mit Wohnhaus am Lollfuß. Nach dem Ende des Nordischen Krieges wechselte er in der Dienst des Eutiner Fürstbischofs Christian August von Schleswig-Holstein-Gottorf, der zuvor bereits Rudolph Matthias Dallin angeworben hatte. Schlichting arbeitete als Bildhauer des Eutiner Hofes und pachtete 1723 die fürstbischöfliche „Neue Mühle“ bei Fissau an der Schwentine, um sein Einkommen zu sichern.
Schlichting übernahm am Eutiner Schloss und dem dazugehörigen Garten sämtliche Bildhauer- und Steinmetzaufgaben. Dazu gehörte insbesondere der französische Garten, dessen Anlage Johann Christian Lewon leitete. Schlichting gestaltete alle Skulpturen, darunter Statuen, Hermen, Ziervasen, Kartuschen, Bassineinfassungen und Dekorationen der Portale. Wahrscheinlich aufgrund eines Streits mit Lewon über den Betrieb der Wassermühle übernahm ein anderer Bildhauer die muschelförmigen Halbschalen der großen Kaskade. Der französische Garten wurde später in einen Landschaftsgarten umgewandelt. Die von Schlichting geschaffenen Skulpturen, die zu diesem Zeitpunkt stark verwittert waren, wurden dabei abgebrochen. Heute existiert von den am Schloss ausgeführten Arbeiten nur noch eine Statue.
1726 gestaltete Schlichting den Sandsteinsarkophag für Fürstbischof Christian August, der im Lübecker Dom beigesetzt wurde. Wahrscheinlich schuf er auch den Sarkophag von dessen Ehefrau Albertine Friederike, der sehr ähnlich gestaltet ist. Auch der Sarkophag des Fürstbischofs Karl August von Schleswig-Holstein-Gottorf, der 1727 starb, wurde vermutlich von Schlichting geschaffen.
Schlichtings regelmäßige Einkünfte für die Arbeiten am Eutiner Schloss reichten zur Existenzsicherung nicht aus. Auch die Wassermühle führte offensichtlich nicht zu den erwarteten Einnahmen. 1727 entstand nach Plänen Rudolph Matthias Dallins eine neue, technisch optimierte Mühle, die die Situation jedoch nicht verbesserte. Schlichting warb daher um weitere Auftraggeber. Von 1743 bis 1745 schuf er mehrere Bildhauereien für das Herrenhaus Blumendorf von Jakob Levin von Plessen, für den er wahrscheinlich bereits zuvor gearbeitet hatte. 1743 führte er Reparaturen am Kieler Schloss durch. 1742 gestaltete er vermutlich das Sandsteinportal des Herrenhauses Borghorst bei Gettorf, 1743 den Hochaltar der Preetzer Klosterkirche, 1745 einen für Lütjenburg vorgesehenen Taufengel.

## Stil

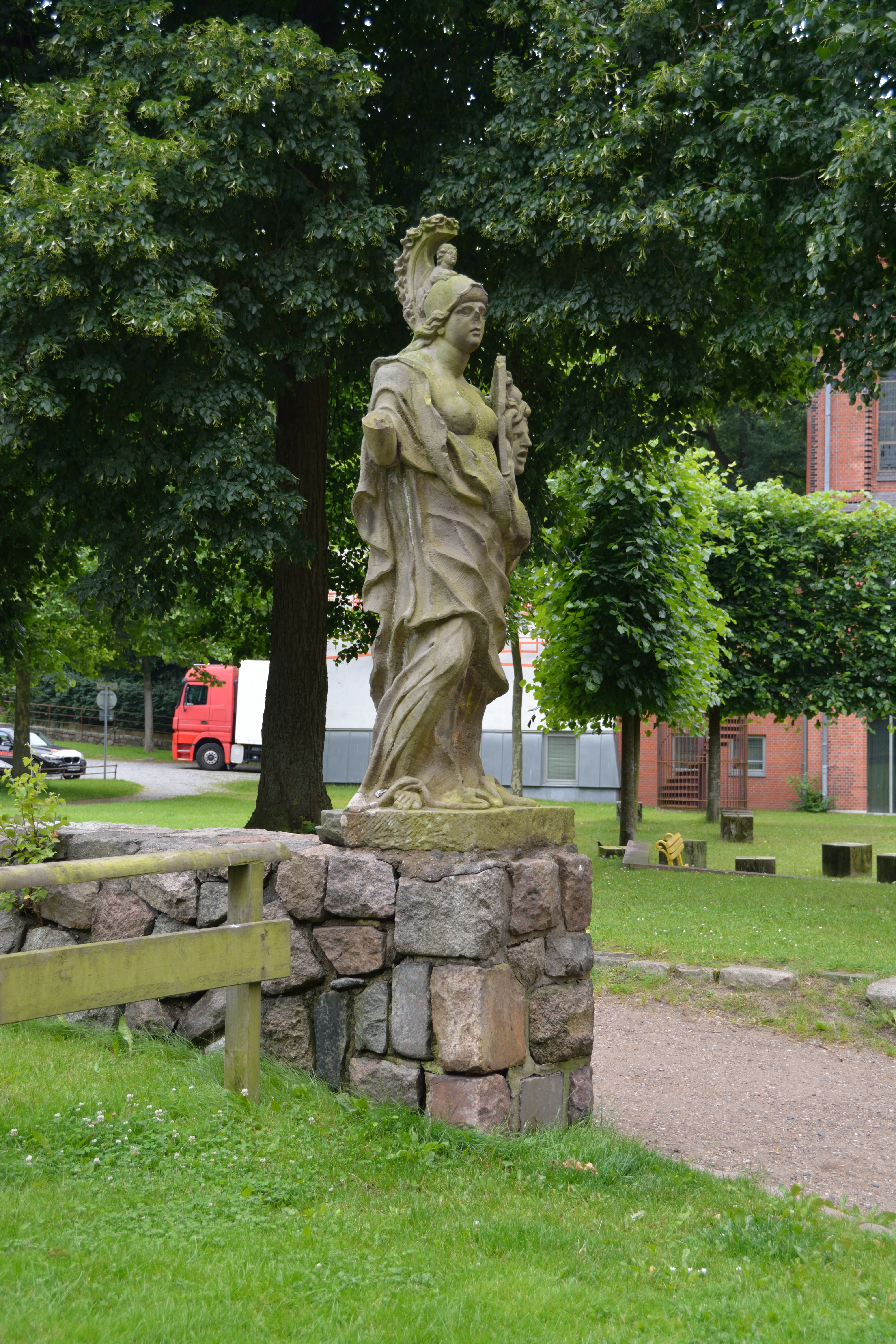
Statue vom Palais Dernath, Park Museumsberg Flensburg

Schlichting arbeitete als einer von wenigen Bildhauern Schleswig-Holsteins im Stil des Barocks. Er ließ sich dabei von Andreas Schlüter und dessen Bauwerken in Berlin inspirieren. Die Werke in Gottorf deuten darauf hin, dass er sich in Thematik und mehreren Details insbesondere an den Figuren des Berliner Zeughauses orientierte. Er griff nur zögerlich Elemente des Rokoko auf, wozu ihn sein Schwiegersohn Moser angeregt haben könnte.
Schlichting berichtete in zahlreichen Briefen lebhaft über seine Schwierigkeiten als Müller. Diese zeigen ihn als willensstarke Persönlichkeit, die mitunter cholerische Züge hatte. Seine Arbeiten können nicht als hervorragend eingestuft werden. Trotzdem hatte er maßgeblichen Anteil an mehreren bedeutenden kulturellen Bauwerken seiner Zeit. Seine Biografie ist beispielhaft für die Lebensumstände eines Hofkünstlers, der im frühen 18. Jahrhundert für eine kleine Residenz arbeitete.

## Familie
1715 oder 1720 heiratete Schlichting vermutlich in Schleswig eine Frau namens Anna Maria, die vor dem 12. August 1745 in Neumühle starb. Das Ehepaar hatte sieben Kinder, davon gesichert vier Söhne und zwei Töchter. Die Tochter Catharina Maria (getauft am 15. Februar 1723 in Eutin; gestorben um 1747/48) heiratete den Bildhauer Johann Georg Moser, der auch sein Nachfolger am Eutiner Hof wurde.